# Enjoy!
Enjoy! – debiutancki album niemieckiej piosenkarki Jeanette, który został wydany w Niemczech przez Universal dnia 13 listopada 2000. Po wydaniu dwóch singli, album odniósł umiarkowany sukces w krajach niemieckojęzycznych.

## Lista utworów
1. „Go Back” (Frank Johnes, Tom Remm, Wonderbra) – 3:34
2. „Time is on My Side” (Johnes, Wonderbra) – 3:52
3. „Be in Heaven” (Johnes, Wonderbra) – 4:02
4. „Will You Be There” (Johnes, Remm, Wonderbra) – 3:19
5. „I Won’t Think Twice” (Wonderbra) – 3:59
6. „Sex Me Up” (Johnes, Wonderbra) – 3:22
7. „Oh Shit, I Love You” (Johnes, Wonderbra) – 3:49
8. „Can’t Let You Go” (Johnes, Wonderbra) – 5:22
9. „Enjoy (Me)” (Johnes, Remm, Wonderbra) – 2:42
10. „Take Care” (Johnes, Wonderbra) – 3:28
11. „Amazing Grace” (Trad., Wonderbra) – 3:26
12. „She’s the Winner” (Johnes, Wonderbra) – 3:37

## Listy przebojów
| Lista (2000)        | Najwyższa pozycja |
| ------------------- | ----------------- |
| German Albums Chart | 39                |
| Swiss Albums Chart  | 67                |